# Cantó de Neuves-Maisons
El cantó de Neuves-Maisons és un cantó francès del departament de Meurthe i Mosel·la, situat al districte de Nancy. Té 9 municipis i el cap és Neuves-Maisons.

## Municipis
- Bainville-sur-Madon
- Chaligny
- Chavigny
- Maizières
- Maron
- Méréville
- Messein
- Neuves-Maisons
- Pont-Saint-Vincent

## Història
| Data d'elecció                           | Identitat           | Partit | Qualitat |
| ---------------------------------------- | ------------------- | ------ | -------- |
| 1973-1975                                | Gérard Cureau       | PS     |          |
| 1975-1982                                | M. Bouillon         | PS     |          |
| 1982-                                    | Jean-Paul Vinchelin | PS     |          |
| les dades anteriors no són pas conegudes |                     |        |          |
|                                          |                     |        |          |

## Demografia
| A partir de 1990: Població sense dobles comptes |